# شهرستان تاکستان
شهرستان تاکستان یکی از شهرستان‌های استان قزوین ایران است. مرکز این شهرستان، شهر تاکستان است. سومین شهرستان پرجمعیت استان قزوین است نام تاتی این شهر سیادن است که پیش از تأسیس فرهنگستان ایران در منابع فارسی با همین نام آمده است. شهرستان تاکستان پرجمعیت‌ترین منطقه تات‌نشین ایران و جهان است. ضیاءآباد، خرمدشت، نرجه و اسفرورین دیگر شهرهای شهرستان تاکستان هستند. برمبنای آخرین داده‌های جغرافیایی سیستم اطلاعات جغرافیایی بیشترین پهنای این شهرستان ۱۳۰ کیلومترمربع بوده است.

## جمعیت
جمعیت این شهرستان بر طبق سرشماری سال ۱۳۹۵، برابر با ۸۰٬۲۹۹ نفر بوده است. شهرستان تاکستان در مجلس شورای اسلامی دارای نماینده می‌باشد.زبان‌های رایج در این منطقه ترکی و تاتی است.

## جغرافیا و تقسیمات کشوری
شهرستان تاکستان در شمال غربی فلات مرکزی ایران بین مدارهای ۴۹ درجه و ۱۰ دقیقه تا ۴۹ درجه و ۴۸ دقیقه طول شرقی از نصف النهار گرینویچ و مدارهای و مدارهای ۳۵ درجه و ۴۰ دقیقه تا ۳۶ درجه و ۲۱ دقیقه عرض شمالی از استوا واقع شده است ارتفاع متوسط شهر تاکستان از سطح دریا ۱۲۶۵ متر می‌باشد. این شهر در طول شرقی ۴۹ درجه ۴۲ دقیقه و عرض شمالی ۳۶ درجه ۴ دقیقه ۱۵ ثانیه قرار دارد فاصله شهر تاکستان تا شهر قزوین ۳۵ کیلومتر و تا تهران ۱۸۵ کیلومتر است فاصله هوایی تاکستان تا تهران ۱۴۹ کیلومتر می‌باشد.

### تقسیمات شهرستانی
| ردیف | شهرستان | بخش       | شهرها        | دهستان                                              | جمعیت مرکز بخش (سال ۱۳۹۵) | ربته در شهرستان |
| ---- | ------- | --------- | ------------ | --------------------------------------------------- | ------------------------- | --------------- |
| ۱    | تاکستان | مرکزی     | تاکستان نرجه | دهستان قاقازان غربی دهستان قاقازان شرقی دهستان نرجه | ۸۰٬۲۹۹                    | ۱               |
| ۲    | تاکستان | ضیاء آباد | ضیاء آباد    | دهستان دودانگه سفلی دهستان دودانگه علیا             | ۸٬۲۶۲                     | ۳               |
| ۳    | تاکستان | اسفرورین  | اسفرورین     | دهستان اک دهستان خرم‌آباد (تاکستان)                  | ۱۲٬۳۷۱                    | ۲               |
| ۴    | تاکستان | خرمدشت    | خرمدشت       | دهستان افشاریه دهستان رامند شمالی                   | ۶٬۵۵۴                     | ۴               |

## شهرستان تاکستان
شهرستان تاکستان در ۱۸۵ کیلومتری تهران و ۳۵ کیلومتری جنوب باختری قزوین قرار دارد مساحت تاکستان در حدود ۲۵۳۶ کیلومتر مربع می‌باشد این شهرستان دارای ۵ شهر ۹ دهستان ۱۳۳ آبادی می‌باشد و جمعیت در حدود ۲۰۰ هزار نفر را در خود جای داده است.
شهرستان تاکستان با داشتن بیش از ۳۵ هزار هکتار باغ انگور دومین شهر تولیدکنندهٔ انگور در کشور و دومین شهر تولیدکننده انگور در جهان به‌شمار می‌رود و به همین منظور در سال ۱۳۱۷ خورشیدی در دورهٔ پهلوی اول از سوی فرهنگستان زبان نام این شهر به‌طور رسمی از سیادن به تاکستان تغییر یافت. زبان اصلی این شهرستان تاتی است.تات بازمانده‌ای از اعماق تاریخ با رنگ و بوی فرهنگ کهن و پیشینه‌دار ماد، پیشینه‌ای به عمق پیچیدگی زبان و آداب رسوم و جشن‌ها و باورهای این منطقه می‌باشد. آثار زندگی پیش از تاریخ در تپه‌های باستانی، از جمله خله کو (کوه خاکستر)، منطقه ارزشمند حفاظت شدهٔ باش‌گول با تنوع شگفت‌انگیز گیاهی و جانوری، برج‌ها بناها، قلعه‌های، پل‌ها، دشت‌ها، کوهستان‌های زیبا، شهرها و آبادی‌ها و محیط‌های بکر طبیعی، غارها، چشمه‌های آب معدنی و بیش از ۳۰۰ اثر شناسایی شده ۱۹۷ اثر دیگر که به ثبت شده، از ویژگی‌های شهرستان تاکستان می‌باشد در سال ۱۳۵۹ با تصویب هیئت وزیران شهرستان تاکستان در استان زنجان تأسیس شد شهرستان تاکستان اصلی‌ترین شهرستان استان بود و مسئولان استان زنجان به خاطر دور بودن شهرستان تاکستان به مدت یک هفته به شهرستان تاکستان می‌آمدند و مشکلات مردم را رسیدگی می‌کردند. در سال ۱۳۷۶ وقتی شهرستان قزوین تبدیل به استان قزوین شد عده ای از مردم شهرستان تاکستان در جلوی در فرمانداری شهرستان اعتراض کردند و مخالف ماندن تاکستان در زنجان بودند چون دورترین مرکز شهرستان به مرکز استان بود درسال ۱۳۷۶ لایحه به مجلس داده شده بود که موضوع پس از طرح مجدد رای آورد. در جریان بررسی در مجلس از ۱۸۵ نفر از نمایندگان برای الحاق تاکستان به استان جدید قزوین امضا کردند که در نهایت تاکستان نیز زیر مجموعه استان قزوین قرار گرفت و هم‌اکنون با جمعیتی بالغ بر ۱۷۲٬۶۳۶ نفر جمعیت و با وسعتی ۲۳۶۵ کیلومتر و با ۵ شهر به نام‌های تاکستان، اسفرورین، ضیاءآباد، خرمدشت، نرجه و با ۱۵۰ روستا در غرب استان قزوین قرار دارد و سومین شهرستان پرجمعیت استان قزوین قرار دارد. شهرستان تاکستان سیاسی‌ترین شهرستان استان قزوین است راه‌های ارتباطی شهرستان تاکستان در دوره پهلوی ساخته شده است قبلاً شهرستانهای ابهر و خدابنده جاده و بزرگراه نداشت شهرستان تاکستان جاده داشت همه جاده‌ها دوبانده و با روکش آسفالت مناسب ساخته شده است در دوره پهلوی محمدرضا شاه توجه بسیاری به شهرستان تاکستان داشت بخاطر باغات انگور فراوان شهرستان تاکستان در دوره پهلوی توجه زیادی قرار گرفته از جمله: تأسیس اولین فرمانداری ویژه کشور در این شهرستان و تأسیس ادارات شهرستان، احداث کارخانه در مجاورت شهر، احداث آزادراه قزوین - زنجان و احداث ورودی شهر تاکستان برای این آزادراه، سند کردن اراضی بخش اسفرورین، احداث درمانگاه شیر خورشید، احداث راه‌آهن شمالغرب کشور در شهرستان تاکستان احداث اولین ایستگاه راه‌آهن، احداث بزرگ‌ترین سیلوی گندم ۱۰۰ هزار تنی و بتنی کشور در ورودی مرکز شهرستان تاکستان بعد از انقلاب شهرستان تاکستان در سال ۱۳۵۹ تأسیس شد.

## مردم
مردم مرکز شهرستان (شهر تاکستان) و شهر اسفرورین و روستاهای قرقسین و خروزان تات هستند و به زبان تاتی سخن می‌گویند.
تاتی یکی از زبان‌های باستانی است و نزدیکی ساختمان دستوری و آوایی آن به زبان‌های ایرانی کهن مانند مادی قابل اثبات است. تاتی از شاخه زبان‌های شمال‌غربی است.

## آثار باستانی و جاذبه‌ها
در شهرستان تاکستان ۳۰۳ اثر باستانی شناسایی شده است. از این تعداد ۱۹۶ اثر به ثبت ملی رسیده است.
۱۰۷ اثر دیگر در نوبت اخذ شماره ملی می‌باشد. ۸۶ اثر دیگر به تازگی شناسایی شده، و پس ازارایه نظریهٔ کارشناسی سازمان میراث فرهنگی کشور، نسبت به ارائه مدارک لازم جهت تعیین نوبت و اخذ شماره ثبت ملی اقدام خواهد شد.
- بیش از ۲۰۰ تپه باستانی از نوع مسکونی و دیده‌بانی مر بوط به پیش از تاریخ، دوره تاریخی و …
از جمله: تپه‌های خله کو، خندا، شیزر، قرق، اک، گیلک تپه، بالا، سلک، خرم‌آباد، نجات، چخماق، تنه تپه، نر گه، زرلان، و لازگرد، کندر، کی وران، تپه ی: خروزان، اسفرورین، شارین، نهاوند، یوسف آباد، اسپند تپه و …
- بقعهٔ پیر بخش مرکزی تاکستان * قلعهٔ دختر در روستای آبکلو
- میل خرم‌آباد—ساختمان بانک ملی؛ کاخ شاهی
- مدرسهٔ خیام
- گرمایهٔ بوستانک
- حمام و مسجد شاه عباسی
- گرمابه مهدی‌آباد
- گرمابه حسین‌آباد،
- گرمابه شنستق،
- امام زاده‌های: کمال، زرلان، عبدالله، فضل‌الله، خندو، هفت صندوق، ولی، صالح، سلیمان
- تپه‌های اک

### تپه راه خرم‌آباد
تپه راه خرم‌آباد (به تاتی: خرام‌باده را): آنچنان که از نامش پیداست، این تپه در جنوب تاکستان و درابتدای جاده‌ای که به روستای خرم‌آباد می‌رود، قرار دارد. این تپه از تپه‌های باستانی تاکستان به‌شمار می‌رود که هنوز مورد بررسی و کاوش‌های علمی قرار نگرفته است اما دیده‌ها و شنیده‌های نویسنده و آثار بر جای مانده روشن می‌سازد که حفاری‌های افراد آماتور و سارقان اشیای عتیقه چند مر تبه بر روی این تپه ارزشمند صورت گرفته است. این عمل موجب تخریب بخشی از این تپه شده و آثار به‌دست آمده به سرقت رفته است !؟
شایان ذکر است که شور بختانه قسمت‌هایی از این تپه توسط افراد ناآگاه در برابر سکوت وبی توجهی مسئولان به کلی تخریب شده است !! به گفته یک مقام آگاه محلی در یکی از حفاری‌های قاچاقچیان عتیقه در فاصله سال‌های ۱۳۸۰ تا ۱۳۸۶ تعدادی ظروف سفال واشیای قدیمی و کوزه‌ای دارای ۳۰ سکه طلا با مهر و نشان دوره دیلمیان به‌دست آمده و به سرقت رفته است. ۳۰ سکه طلای یاد شده بامهر عزالدوله دیلمی بوده است.

### قیزقلعه
قیزقلعه یا دژ آناهیتا یکی از قلعه‌های بزرگ و مهم شهرستان تاکستان است که در ۲۰ کیلومتری تاکستان و در ۳ کیلومتری روستایی به نام آبکلو از بخش ضیاءآباد قرار دارد این قلعه بر روی کوه سنگی بزرگ و منفردی که بر تمام نواحی اطراف مسلط است، جا خوش کرده است. بقایای بر جای مانده نشان می‌دهد که این بنا دژ عظیم و شکوهمندی بوده است که به دورهٔ ساسانی در ایران تعلق دارد و همچنین یادآور آیین مهری (مهرگرایی) در این سرزمین است و از کیلومترها مسافت قابل مشاهده است. آناهیتا فرشته و نگهبان آب و فراوانی و زیبایی و باروری و خواهر خورشید (مهر) در نزد ایرانیان دارای مقام بلند و ارجمندی بوده است. به احتمال زیاد «اردویسور آناهیتا» نیز چون میترا از ایزدانی بود که پیش از پیدایش زرتشت، توسط مردم ایران و نواحی اطراف - ولو به نام‌های دیگر - مورد ستایش قرار می‌گرفت. از بلندی این کوه می‌توان تمامی نواحی پیرامون را تا فاصلهٔ دوردست مشاهده کرد. این قلعه از سه سو به پرتگاه‌های عمیق و مخوف منتهی می‌گردد و تنها راه دسترسی به آن از ناحیه جنوب است. در این مسیر آثاری از سکوهای متعدد دیده می‌شود که نشانگر آن است که در زمان آبادانی، این پله‌ها به جهت دسترسی آسان به این قلعه ساخته شده است. شواهد و کاوش‌های علمی صورت گرفته در سرتاسر ایران نشان می‌دهد قلعه‌ها یا دژهای بسیاری با نام قلعه دختر یا دژ آناهیتا حضور دارند که همهٔ این آثار، از سه جهت با صخره کوهستانی با ارتفاع غیرقابل نفوذ محصور است و بر هر صخره باروی بلند و برج‌های دیده‌بانی ساخته شده، مشاهده می‌گردد و در برخی برج‌ها و باورها به دلایل مختلف تخریب شده‌اند. از آثار به جا مانده از این بنا جزرهای یک چهار تاقی است که از سنگ و ساروج ساخته شده است اما تاق آن فرو ریخته است پایه‌های باقی‌مانده بسیار سترگ است و ابعادی در حدود ۳ متر دارد و فاصلهٔ هر پایه تا پایه بعدی حدود ۴ متر و هشتاد سانتی‌متر است. مصالح بنا از سنگ لاشه و ملات ساروج است علاوه بر سنگ در برخی از قسمت‌های قلعه آجر نیز به کار رفته است که ابعاد آن نظیر آجرهای دوره ساسانی است. ترکیب شگفت‌آور سنگ لاشه با آجر و فرو رفتگی‌ها و برجستگی‌های هماهنگ در سطح دیواره‌ها، تزیینات بسیار زیبا و مقرنس از جمله زیبایی‌ها و طرح‌های این اثر تاریخی است. این بنا با شماره ۲۱۴۱ در فهرست آثار ملی به ثبت رسیده است.

### بقعه پیر
در کناره جنوب شرقی شهر تاکستان برجی آجری از بناهای دوره سلجوقی بر جای مانده که به نام بقعه پیر شناخته می‌شود. این بنا یک چهار طاقی است که هر ضلع آن در خارج ۶٫۵۰ متر و از داخل ۴٫۴۰ متر می‌باشد. متأسفانه از تزیینات فراوان و کهن این بنا تنها دو رج طاقنماهای کوچک سه کولی تزیینی باقی مانده که به کمک آجرکاری خفته و رفته ایجاد شده و از بند کشی‌های نقش دار برخوردار است. گنبد بنا – که دوپوش و مخروطی بوده در اثر تعمیرات تغییر شکل یافته – به کمک چهار فیل پوش واقع در کنج‌ها و طاقنماهای میان آن‌ها و سپس کاربندی‌های شبه طاقنما ی کوچک که بین هر فیل پوش و طاقنما ی بزرگ ایجاد شده بر پا گشته است و در داخل آن‌ها نیز با آجر چینی، طرح‌های هندسی – از جمله صلیب شکسته، صلیب ایرانی یا چلیپا یا گردونه مهر – به وجود آورده‌اند.
بنظر می‌رسد کهن‌ترین آیینی که از علامت صلیب (چلیپا) به عنوان نماد دینی استفاده کرده مهرپرستان بوده است اما هیچ تاریخ دقیق و مشخصی برای پیدایش و چگونگی آیین میترا وجود نداردهرآنچه تا کنون گفته شده فرضیات است و نمی‌توان تاریخ دقیق برای آن تعیین کرد با یافته‌هایی که تا کنون آشکار شده می‌توان گفت کهن‌ترین دین ایرانی میترایی بوده است و قدیمی‌ترین علامتهای کشف شده از صلیب مربوط به آیین مهرپرستی است. کردستان و گیلان و قوم ماد و کاسی از جمله اقوام و مناطقی است که میترایی و مهرپرستی در مورد آن‌ها گزارش شده است(احسان طبری). صلیب + ساده شده از شکل‌ها و تصوراتی است که از خورشید وجود داشته مانند دایره‌هایی با ۱۶- ۲۴- ۱۲ شعاع یا پرتو بنظر می‌رسد در یک دوره تکاملی تصویر خورشید از شکل گل آفتاب گردان به علامت+ ساده‌تر شده است و تنها با شکل + و یاضربدر و شکل ستاره پنج پر * درآوردند گفتنی است که علامت * که بر روی کلاه کوروش کبیر دیده می‌شود نیز آیکون خورشید است ولی امروزه آن را با علامت ستاره می‌شناسیم. شکل ۱۲ پر صلیب هم وجود دارد که ممکن است همزمان آیکون خورشید و ۱۲ ماه سال باشد. اما در مجموع می‌توان گفت + صلیب یا چلیپا یا چار پایه یا چهار پره، آیکون ساده خورشیدتابان است ممکن است ۴ خط آن نماد فصل‌های سال یا نماد ۴ عنصر اصلی آب - باد و خاک و نور باشد. خورشیدپرستی و آیین مهر یا میثرا در مصر و ایران و هند و بخشی از اروپا قرن‌ها قبل از مسیحیت وجود داشته است احتمالاً آیین مهرپرستی ابتدا در شمال غرب ایران رایج بوده است اما نشانه‌های بارز این آیین در ۴ صلیب آریایی نقش رستم قابل مطالعه است. دین زرتشتی ادامه آئین میترایی است. به هر حال صلیب و ایکون خورشید موضوعی است که بتازگی و در سال ۱۳۸۳ در یک مقاله فارسی مطرح شده ولی اهمیت زیادی دارد و اثبات آن می‌تواند در دنیای مسیحیت واکنش‌های سختی را در پی داشته باشدهنوز اسناد علمی محکمی این فرضیه را پشتیبانی نمی‌کند. اما با توجه به چند نمونه چلیپای کشف شده و سنگ نگاره‌های کردستان و لرستان و گیلان که قدمت بیشتر از سه هزار ساله دارندو کشف بعضی علامتهای خورشید در قبر فرعون و همچنین در تمدن ایران - بین‌النهرین و هند اثبات این فرضیه به واقعیت نزدیک تر شده است. آیا مسیحیان علامت صلیب راهم مانند درخت سرو و شب یلدا و غسل تعمید ازمیترائیسم ایرانی گرفته‌اند؟ [۱] با توجه به اینکه اقوام آریایی و ادیان و مذاهب منطقه ایران و روم شرقی به ویژه میترائیسم این سمبل هارا به‌طور گسترده استفاده می‌کرده‌اند و این نمادها در دوره خشایار و داریوش به مصر نیز منتقل شده است؛ و حورس، خورشید خدای فرعون‌های مصری هم بوده است. کار برد صلیب به عنوان نماد مسیحی به صورت دایره ای به صورت دوپایه در پایین و دوپایه در بالای دایره اولین بار در میان مسیحیان مصر و قبطی‌ها دویست سال بعد از میلاد مسیح ظاهر شده است که این نوع صلیب دایره دار همان صلیب خورشید پرستان است بنابراین بنظر می‌رسد که صلیب نیز همانند درخت سرو که یکی دیگر از نمادهای میترایی یا پارسی است به مسیحیت راه پیدا کرده و مسیحی شده است. چلیپا- سرو- گاو- شیر - عقاب - اسب از مهم‌ترین سمبل‌های ایرانی است بطوریکه پادشاهان و بزرگان و حتی افراد معمولی نام این سمبل‌ها را بر روی فرزندان خود می‌گذاشته‌اند و مهر و نشان خود را از این سمبل‌ها انتخاب می‌کرده‌اند نام اسب و شیر و شاهین از رایج‌ترین نام‌ها بوده است مانند صد اسپ - پاشه (باشه)(نوعی عقاب) شیراسب و کهن اسب - تیز اسب و.. ....

### امام زاده هفت صندوق
این بنا در نزدیکی گورستان روستایی به همین نام از بخش ضیاآباد شهرستان تاکستان قرار دارد بنا شکل مستطیل دارد و دارای حرمی مربع شکل است که در جلوی آن ایون ورودی در کنار دو فضای کوچک جنبی در نمای شرقی و غربی آن قاب‌بندی و چهار تاقی مشاهده می‌شود و ضلع شمالی آن سه تاق نما دارد گنبد بنا دو پوش و بدون کاشی کاری و ببه وسیله‌های تیرهای چوبی مهار شده است تزیینات بنا در داخل شامل رنگ آمیزیبندی و در خارج به صورت طرح‌های ساده آجری کاری در میدان تاق نماها و ورودی فضاهای جنبی نمایان است این بنا از آثار دورهٔ صفویه می‌باشد

### تپه سلک
تپه سلک (به تاتی: زلکه تپه): سلک یعنی سفال، هر ظرفی که از جنس سفال باشد. این تپه در جنوب خاوری تاکستان و در ناحیه شمال باختری تپه خندا و در حدود ۴ کیلومتری آن واقع است. تپه سلک دارای مساحت تقریبی یک هکتار و بلندی آن به ۷متر می‌رسد. با توجه به شیب ملایم زمین‌های پیرامون تپه و آثار برجای مانده از حفاری‌های ناشیانه و… بنظر می‌رسد که مساحت تپه یاد شده، بسیار بیشتر از مساحت کنونی آن بوده است اما در طول زمان به علت عوامل طبیعی و انسانی از بین رفته وبخش‌هایی از آن درناحیه شمال خاوری به زراعت و باغداری اختصاص یافته است! و…

### امام زاده ولی
امام زاده ولی:
این بنا بر روی صفحه طبیعی سنگی نسبتاً کوتاهی قرار دارد ازاره بنا با تکه سنگ‌های قهوه‌ای رنگ در دو ردیف تا ارتفاع ۱ متر ساخته شده و بقیه آن با آجرهای ساده کار شده است در نمای بیرونی ۳ دیواره آن طاق نماهایی مشاهده می‌شود شکل بنا مکعب است و بر روی آن گنبد بنا قرار گرفته است این گنبد در ناحیه پایین به صورت استوانه و در قسمت بالا به صورت گنبدی شکل کار شده است این بن از دوره آثار ایل خانی به‌شمار می‌رود. گفته می‌شود این امام زاده از نوادگان امام موسی کاظم می‌باشد.

### میل خرم‌آباد
این بنا در ۱۲ کیلومتری جنوب خاوری تاکستان و در روستای خرم‌آباد قرار دارد. در ساخت بنا از آجر، ملات گل و گج استفاده شده است. در سوی شمالی بنا آجر لعابدار فیروزه‌ای در طرح‌های هندسی لوزی دیده می‌شود و نیز شکل تزییتی دیگری که در چهار گوشه آن نقش چلیپا بکار رفته است، بر سطح بنا طراحی شده است. در لبه‌های بنا نیز دو ردیف آجرچینی با همان آجر لعاب دار دیده می‌شود که بخشی از آن به دلیل عوامل طبیعی فرو ریخته است. با توجه به ویژ گی‌های ساخت بنا و عناصر تزیینی که در آن به کار رفته است، می‌توان این بنا را از آثار دورهٔ صفویه به‌شمار آورد. بنای میل به شمارهٔ ۲۰۱۳ در تاریخ ۱۳۷۷/۰۲/۱۲ در فهرست آثار ملی به ثبت رسیده است.

### مدرسه خیام تاکستان
این ساختمان از بناهای دورهٔ پهلوی است که هم‌زمان با عمارت بانک ملی و ساختمان شهرداری در منطقهٔ فلاحت پیشین که امروز بلوار اصلی شهر است، بنا شده است. ساختمان اصلی این بنا بسیار بزرگ بوده و از سه طرف محدود به خیابان بوده است از ناحیه خاور به خیابان توحید امروزی و از باختر به خیابان شهرداری کنونی و از جنوب محدود به بلوار است. این مدرسه دارای سه در ورودی بزرگ بوده است یکی در ضلع خاوری یکی در ضلع باختری و دیگری در ضلع جنوبی قرار دارد که هم‌اکنون محل ورود به ادارهٔ میراث فرهنگی است. بنای مدرسه ابتدایی امروز که پیشتر در همان فضا مدرسهٔ شبانه‌روزی دایر بوده است و ساختمان دبیرستان خدمات که بعدها اداره آموزش و پرورش و… در آن فعالیت می‌کرد و امروزه فروشگاه شماره ۲ فرهنگیان در آن دایر است، در همین فضای مدرسه خیام پس از تخریب قسمتی از آن بنا شده است. شور بختانه از این بنا تنها محوطهٔ میراث فرهنگی کنونی باقی مانده است و باقی بنا به دلایلی نا معلوم و به بهانهٔ فرسوده بودن تخریب شده است و در جای آن بناهای دیگری ساخته شده است در آغاز این بنا محل استقرار نمایندهٔ رضا شاه پهلوی آقای عابدین خان عالی خانی خراسانی جهت سروسامان دادن به وضعیت کشاورزی و درآمد وامور داخلی تاکستان بوده است و از فضای پشتی آن که دو در ورودی شرقی و غربی داشت به عنوان انبار غله و مالیات‌ها و بهره‌های ملوکانه استفاده می‌شده است. بعدها از همین فضا به عنوان سرباز خانه استفاده می‌شد. در شهریور ۱۳۲۰ که نیروهای آمریکایی و انگلیسی، هندی و روسی در ایران حضور داشتند، فرماندهٔ نیروهای ارتش روسیه به هنگام اشغال شمال ایران تا حدود تاکستان و نواحی اطراف آن تا منطقهٔ فارسجین در این ساختمان مستقر گردید. زمانی که نخستین نماینده آموزش و پرورش از سوی وزارت مطبوع به تاکستان داده شد، دفتر نمایندگی در همین مکان دایر بوده است از سال‌های پس از آن به عنوان مدرسه خیام کاربری داشته است. پس از بارندگی شدید و افتادن سیلاب در مدرسه، کلاس‌های درس به مدرسه نو بنیاد سعدی و جامی منتقل شد و از آن پس قسمت‌هایی از ناحیه شمالی، خاوری و باختری بنا یاد شده، تخریب شد. در ساختمان باقی‌مانده که اکنون اداره میراث فرهنگی در آن دایر است، بنیاد پهلوی تا پایان سال ۱۳۵۷ فعالیت داشته است، این بنیاد، در سال‌های پس آن به عنوان بنیاد علوی به جاهای دیگر منتقل شده و به کار خود ادامه داد. پس از آن اداره آبخیز داری و مراتع و سر جنگل داری تا سال ۶۲ در این ساختمان فعالیت داشته است. از آن پس اتحادیه انجمن‌های اسلامی حدود ۳ الی ۴ سال در همین ساختمان فعالیت نمود. از سال ۱۳۷۹ تا ۱۳۸۰ پس از بازسازی و مرمت قسمت‌هایی از بنا ی یاد شده، این ساختمان در اختیار اداره میراث فرهنگی و صنایع دستی و گردشگردی شهرستان تاکستان قرار گرفت. مدرسه خیام با شمارهٔ ۲۱۶۶ به تاریخ ۱۳۷۷/۰۸/۲۰ در فهرست آثار ملی کشور به ثبت رسیده است.

### امام زاده کمال
این بنا به شکل ۶ ضلعی و به طول ۳٫۹۰ متر است و در حاشیه ضیاآباد شهرستان تاکستان قرار گرفته است این بنا شامل ۳ بخش است دو بخش الحاقی آن کاملاً نوساز و فاقد هر گونه ارزش هنری است شکل داخلی بنا نیز ۶ ضلعی است و دارای نازک کاری است گنبد بنا از نوع ۲ پوش است و بنا دارای تزیینات آجر کاری در میان تاق نماها است و در گوشه سازی‌های داخل آن نقوش گل و گل و بته مشاهده می‌شود این بنا از آثار قرن نهم هجری است.

### حیات وحش باشگل
منطقهٔ حفاظت شده باشگل:این منطقه با مساحت ۲۶۰۰۰ هکتار در۸ کیلومتری شمال باختری تاکستان و در محدوده دهستان قاقازان قرار دارد. این منطقه با توجه به موقعیت خاص جغرافیایی دارای زیستگاه گوناگونی است. در بخش‌های جنوبی این زیستگاه آهو و در باقی نقاط تپه ماهور آن زیستگاه قوچ و میش است. به دلیل خالی از سکنه بودن برخی از روستاهای این منطقه، ناحیهٔ یادشده برای حیات وحش بسیار مناسب است. افزون بر آهو، قوچ و میش جانوران دیگری چون گرگ، روباه، شغال، گراز و خرگوش … نیز در آن زندگی می‌کنند. قلعهٔ دختر و بنای امامزاده هفت صندق در این منطقه قرار دارند

### تپهٔ باستانی نرگه
تپهٔ باستانی نرگه: تپه باستانی نرگه به درازای ۲۲۰ متر و پهنای ۱۸۰متر و بلندی ۲۶ متر از سطح زمین می‌باشد. این تپهٔ کهن در درون دشت هموار تاکستان و در نزدیکی شامی شاپ تاکستان و یک آبادی به همین نام قرار گرفته است. این آبادی امروز تبدیل به شهر شده است. شهری کوچک اما زیبا. آثار به‌دست آمده از این تپه مربوط به عمق ۵/۸ متر است و به هزارهٔ نخست میلادی تا عصر صفوی تعلق دارد. نام این ناحیه در عصر ساسانی هرگه بوده، بعداً نرگه به معنای شکار گاه آهو وبا یورش عرب به ایران زمین و نفوذ خط عربی به جای حرف (گ) پارسی حرف (ج) عربی جانشین شده و واژه نرگه به صورت نرجه درآمده است! هنوز هم مردم خوب ساکن در نرگه و تاکستان نام این شهر را نرگه می‌خوانند. تنها در سیستم اداری آن را نرجه می‌نویسند!؟

### تپه قرق
تپه قرق: این تپه در جنوب باختری تاکستان و در جاده قدیم اک (اکه راه) است. بلندی تقریبی این تپه ۲۰متر و در فضایی در حدود ۲هکتار قرار دارد. بخش‌هایی از قسمت خاوری و باختری این تپه آسیب دیده است. بر روی تپه در ناحیه شمالی آثار چند مرحله حفاری ناشیانه و غیر علمی و یک دهانه چاه مشاهده می‌گردد.
گفتنی است که در حفاری قاچاقچیان اشیای عتیقه بر روی این تپهٔ بزرگ و مهم تعدادی آثار مربوط به دوره ساسانی و دوره‌های پس از آن به‌دست آمده است که تعدادی از ان نصیب میراث فرهنگی شده است.

### گیلک تپه
گیلک تپه: تپهٔ گیلک از تپه‌های قدیمی تاکستان است که در جنوب تپهٔ قرق قرار دارد. هنوز در این تپه حفاری‌های علمی صورت نگرفته است. این تپه از تپه‌های دیدبانی به‌شمار می‌رود. هم‌اکنون بلندی این تپه به ۳ تا ۴ متر می‌رسدو در زمینی به مساحت یک هکتار قزاز گرفته است.